# Under stjernerne på himlen
Under stjernerne på himlen ("Under stjärnorna på himlen") var Danmarks bidrag till Eurovision Song Contest 1993 som framfördes av Tommy Seebach Band. Seebach skrev ursprungligen låten som en vaggvisa till sin dotter Marie. Låten vann överlägset den danska uttagningen Dansk Melodi Grand Prix där bidraget nästan fick fler röster än alla de andra bidragen tillsammans. I ESC-finalen gick det däremot inte lika bra, utan låten fick totalt 9 poäng och hamnade på plats 22 av 25, vilket under dåvarande regelverk innebar att Danmark inte fick delta i nästkommande års Eurovision Song Contest.
År 2011 spelade sonen Rasmus Seebach in en ny version av låten på sitt album Mer' end kærlighed. Singlen släpptes i oktober 2011 och nådde som högst en tredjeplats på Hitlisten, Danmarks singeltopplista.